# Championnat du monde de floorball

La carte des membres de la Fédération Internationale de Floorball selon le site officiel. Le vert foncé correspond aux membres ordinaires, le vert clair aux membres provisoires.

Le championnat du monde de floorball se tient tous les deux ans depuis 1996 pour les hommes, 1997 pour les femmes, 2001 pour les moins de 19 ans masculins et 2004 pour les féminins. Après avoir été pendant longtemps divisés, tout comme en hockey sur glace, en plusieurs divisions (A et B), les championnats du monde adultes n'en comportent désormais plus qu'une seule, tandis que les championnats du monde M19 continuent à se dérouler en 2 divisions.
Les équipes doivent se qualifier par des tournois continentaux pour participer aux phases finales de championnat du monde.

## Palmarès hommes
| Année | Or           | Argent   | Bronze   | Lieu                         |
| ----- | ------------ | -------- | -------- | ---------------------------- |
| 1996  | Suède (1)    | Finlande | Norvège  | Stockholm, Suède             |
| 1998  | Suède (2)    | Suisse   | Finlande | Prague, Tchéquie             |
| 2000  | Suède (3)    | Finlande | Suisse   | Oslo, Norvège                |
| 2002  | Suède (4)    | Finlande | Suisse   | Helsinki, Finlande           |
| 2004  | Suède (5)    | Tchéquie | Finlande | Zurich, Suisse               |
| 2006  | Suède (6)    | Finlande | Suisse   | Stockholm, Suède             |
| 2008  | Finlande (1) | Suède    | Suisse   | Prague, Tchéquie             |
| 2010  | Finlande (2) | Suède    | Tchéquie | Helsinki et Vantaa, Finlande |
| 2012  | Suède (7)    | Finlande | Suisse   | Zurich et Berne, Suisse      |
| 2014  | Suède (8)    | Finlande | Tchéquie | Göteborg, Suède              |
| 2016  | Finlande (3) | Suède    | Suisse   | Riga, Lettonie               |
| 2018  | Finlande (4) | Suède    | Suisse   | Prague, Tchéquie             |
| 2021  | Suède (9)    | Finlande | Tchéquie | Helsinki, Finlande           |
| 2022  | Suède (10)   | Tchéquie | Finlande | Zurich, Suisse               |
| 2024  | Finlande (5) | Suède    | Tchéquie | Malmö, Suède                 |
| 2026  |              |          |          | Tampere, Finlande            |

| Année | Or        | Argent   | Bronze     | Lieu               |
| ----- | --------- | -------- | ---------- | ------------------ |
| 1998  | Lettonie  | Estonie  | Autriche   | Prague, Tchéquie   |
| 2000  | Allemagne | Autriche | Estonie    | Oslo, Norvège      |
| 2002  | Russie    | Autriche | Italie     | Helsinki, Finlande |
| 2004  | Italie    | Estonie  | Pays-Bas   | Zurich, Suisse     |
| 2006  | Estonie   | Hongrie  | Pays-Bas   | Stockholm, Suède   |
| 2008  | Allemagne | Pologne  | États-Unis | Prague, Tchéquie   |

## Palmarès femmes
| Année | Or           | Argent   | Bronze   | Lieu                                        |
| ----- | ------------ | -------- | -------- | ------------------------------------------- |
| 1997  | Suède (1)    | Finlande | Norvège  | Finström et Mariehamn, Åland, Finlande      |
| 1999  | Finlande (1) | Suisse   | Suède    | Borlänge, Suède                             |
| 2001  | Finlande (2) | Suède    | Norvège  | Riga, Lettonie                              |
| 2003  | Suède (2)    | Suisse   | Finlande | Berne, Gümligen et Wünnewil-Flamatt, Suisse |
| 2005  | Suisse (1)   | Finlande | Suède    | Singapour                                   |
| 2007  | Suède (3)    | Finlande | Suisse   | Frederikshavn, Danemark                     |
| 2009  | Suède (4)    | Suisse   | Finlande | Västerås, Suède                             |
| 2011  | Suède (5)    | Finlande | Tchéquie | Saint-Gall, Suisse                          |
| 2013  | Suède (6)    | Finlande | Suisse   | Brno et Ostrava, Tchéquie                   |
| 2015  | Suède (7)    | Finlande | Suisse   | Tampere, Finlande                           |
| 2017  | Suède (8)    | Finlande | Suisse   | Bratislava, Slovaquie                       |
| 2019  | Suède (9)    | Suisse   | Finlande | Neuchâtel, Suisse                           |
| 2021  | Suède (10)   | Finlande | Suisse   | Uppsala, Suède                              |
| 2023  | Suède (11)   | Finlande | Tchéquie | Singapour                                   |
| 2025  |              |          |          | Brno et Ostrava, Tchéquie                   |
| 2027  |              |          |          | Turku, Finlande                             |

| Année | Or        | Argent     | Bronze    | Lieu                                        |
| ----- | --------- | ---------- | --------- | ------------------------------------------- |
| 1999  | Autriche  | Australie  | Danemark  | Borlänge, Suède                             |
| 2001  | Russie    | Danemark   | Singapour | Riga, Lettonie                              |
| 2003  | Japon     | Pologne    | Danemark  | Berne, Gümligen et Wünnewil-Flamatt, Suisse |
| 2005  | Danemark  | États-Unis | Singapour | Singapour                                   |
| 2007  | Pologne   | Allemagne  | Hongrie   | Frederikshavn, Danemark                     |
| 2009  | Australie | Hongrie    | Allemagne | Västerås, Suède                             |

## Palmarès M19 hommes
| Année | Or       | Argent   | Bronze   | Lieu                                                                             |
| ----- | -------- | -------- | -------- | -------------------------------------------------------------------------------- |
| 2001  | Suède    | Suisse   | Finlande | Weißenfels Mersebourg Hohenmölsen Naumbourg Halle Markranstädt Dessau, Allemagne |
| 2003  | Finlande | Suède    | Tchéquie | Prague, Tchéquie                                                                 |
| 2005  | Suède    | Finlande | Suisse   | Cēsis et Valmiera, Lettonie                                                      |
| 2007  | Suède    | Tchéquie | Finlande | Zuchwil et Kienberg, Suisse                                                      |
| 2009  | Suède    | Finlande | Suisse   | Turku et Raisio, Finlande                                                        |
| 2011  | Finlande | Suède    | Suisse   | Weißenfels, Allemagne                                                            |
| 2013  | Suède    | Suisse   | Finlande | Hambourg, Allemagne                                                              |
| 2015  | Finlande | Suisse   | Tchéquie | Helsingborg, Suède                                                               |
| 2017  | Finlande | Suède    | Tchéquie | Växjö Suède                                                                      |
| 2019  | Tchéquie | Suède    | Finlande | Halifax, Canada                                                                  |
| 2021  | Tchéquie | Finlande | Suède    | Brno, Tchéquie                                                                   |
| 2023  | Suède    | Suisse   | Finlande | Frederikshavn, Danemark                                                          |
| 2025  | Finlande | Tchéquie | Suisse   | Zurich, Suisse                                                                   |

| Année | Or        | Argent    | Bronze    | Lieu                        |
| ----- | --------- | --------- | --------- | --------------------------- |
| 2003  | Pologne   | Allemagne | Estonie   | Prague, Tchéquie            |
| 2005  | Russie    | Slovaquie | Estonie   | Cēsis et Valmiera, Lettonie |
| 2007  | Danemark  | Allemagne | Estonie   | Zuchwil et Kienberg, Suisse |
| 2009  | Estonie   | Pologne   | Allemagne | Turku et Raisio, Finlande   |
| 2011  | Danemark  | Hongrie   | Pologne   | Weißenfels, Allemagne       |
| 2013  | Pologne   | Allemagne | Estonie   | Hambourg, Allemagne         |
| 2015  | Danemark  | Allemagne | Hongrie   | Helsingborg, Suède          |
| 2017  | Pologne   | Norvège   | Estonie   | Växjö, Suède                |
| 2019  | Allemagne | Slovénie  | Russie    | Halifax, Canada             |

## Palmarès M19 femmes
| Année | Or       | Argent   | Bronze   | Lieu                                      |
| ----- | -------- | -------- | -------- | ----------------------------------------- |
| 2004  | Suède    | Finlande | Suisse   | Tampere, Finlande                         |
| 2006  | Suède    | Finlande | Suisse   | Leipzig et Naunhof, Allemagne             |
| 2008  | Suisse   | Suède    | Finlande | Babimost, Wolsztyn et Zbąszyń, Pologne    |
| 2010  | Suède    | Finlande | Tchéquie | Olomouc, République tchèque               |
| 2012  | Finlande | Suisse   | Suède    | Nitra, Slovaquie                          |
| 2014  | Suède    | Finlande | Tchéquie | Babimost, Rakoniewice et Zbąszyń, Pologne |
| 2016  | Suède    | Finlande | Suisse   | Belleville, Canada                        |
| 2018  | Suède    | Finlande | Tchéquie | Saint-Gall, Suisse                        |
| 2020  | Finlande | Suède    | Tchéquie | Uppsala, Suède                            |
| 2022  | Suède    | Tchéquie | Finlande | Katowice, Pologne                         |
| 2024  | Suède    | Finlande | Tchéquie | Lahti, Finlande                           |
| 2026  |          |          |          | Lignano Sabbiadoro, Italie                |

| Année | Or        | Argent   | Bronze    | Lieu                                      |
| ----- | --------- | -------- | --------- | ----------------------------------------- |
| 2008  | Slovaquie | Russie   | Géorgie   | Babimost, Wolsztyn et Zbąszyń, Pologne    |
| 2010  | Hongrie   | Russie   | Allemagne | Olomouc, Tchéquie                         |
| 2012  | Danemark  | Lettonie | Allemagne | Nitra, Slovaquie                          |
| 2014  | Norvège   | Canada   | Allemagne | Babimost, Rakoniewice et Zbąszyń, Pologne |
| 2016  | Allemagne | Canada   | Hongrie   | Belleville, Canada                        |
| 2018  | Lettonie  | Russie   | Hongrie   | Herisau, Suisse                           |